# Ruszów Szklarnia
Ruszów Szklarnia – zamknięte w 2006 roku: przystanek osobowy i ładownia publiczna, a dawniej stacja kolejowa w Ruszowie, w gminie Węgliniec, w powiecie zgorzeleckim, w województwie dolnośląskim, w Polsce. Zostały otwarte w grudniu 1896 roku przez LE.